# 尼科马 (北达科他州)
尼科马（英語：Nekoma），是美国北达科他州下属的一座城市。根据2010年美国人口普查，该市有人口50人。